# Évolution en réponse aux changements climatiques
L'évolution en réponse aux changements climatiques est l'évolution des êtres vivants en réponse à la variabilité du climat, qu'elle soit due à des facteurs naturels ou à l'activité humaine.

## Présentation
Les variations climatiques ont un impact sur le vivant. Les études montrent que la majorité des grands groupes taxonomiques sont affectés, quelle que soit leur localisation géographique,. Les animaux et les plantes présentent des réponses à ces changements, ce qui affecte le fonctionnement des écosystèmes, de l'échelle de l'espèce à celle de la communauté. 
Les nouvelles conditions environnementales créent de nouvelles pressions de sélection sur les organismes. Ces derniers seront sélectionnés via le mécanisme de la sélection naturelle, qui s'exerce sur les différents caractères. Ceux-ci sont déterminés en partie par la plasticité phénotypique et en partie par les changements génétiques (réponse micro-évolutive due à la sélection naturelle).

## Mécanismes adaptatifs

### Plasticité phénotypique
La plasticité phénotypique est définie comme la capacité d'un phénotype à s'adapter aux conditions environnementales. Cela peut se traduire par une modification du comportement, de la physiologie ou de la morphologie de l'individu en fonction des conditions de l'environnement dans lequel vit l'individu. Les plantes peuvent s'adapter aux stress environnementaux, par exemple en limitant leur taille ou en allouant moins d'énergie à la reproduction (diminution de la qualité et quantité de graines produites). Ce mécanisme fonctionne donc à l'échelle de l'individu sur des pas de temps très courts permettant un ajustement permanent de la réponse adaptative aux changements climatiques.
En période de changement climatique, la sélection naturelle favorise les individus à haute plasticité phénotypique ce qui donnerait naissance à des populations plus plastiques que d'autres et donc potentiellement mieux adaptées aux changements climatiques.

### Changements génétiques
Entre 1970 et 2010, il a été montré que des espèces animales et végétales se sont adaptées aux changements climatiques. Hormis la plasticité phénotypique, de récentes études ont montré que les changements climatiques ont provoqué des changements génétiques au sein de populations animales telles que les oiseaux, mammifères (écureuils) et insectes (moustiques). 
Ceux-ci ont été sélectionnés par le processus de sélection naturelle qui génère de la microévolution. Ces changements génétiques correspondent à des variations de fréquences alléliques au sein des populations. Certains individus possèdent des gènes leur permettant de répondre au mieux aux contraintes environnementales ce qui leur confère une meilleure valeur adaptative que leurs congénères. Par exemple dans le contexte du réchauffement climatique, les individus ayant un génotype qui offre une meilleure tolérance à la température seront favorisés par rapport à ceux qui ne possèdent pas ces caractéristiques génétiques.   
On observe ces processus chez les insectes (temps de dormances des larves) et chez les plantes (temps de dormances des graines).
Ces variations génétiques enregistrées peuvent moduler les effets locaux du changement climatique bien qu'il n'y ait que peu de preuves que cela puisse atténuer les effets négatifs à l'échelle de l'espèce.
Ces deux mécanismes permettent donc aux organismes ou aux espèces de s'adapter aux changements climatiques avec des temps de réponse plus ou moins longs. Ils peuvent intervenir simultanément chez les individus et converger vers le même type de réponse adaptative. C'est le cas, par exemple chez l'écureuil roux où il a été démontré que la variation des dates de reproduction était causée pour 62 % des cas par la plasticité phénotypique et 13 % par des changements génétiques dans la population.

## Quelques exemples de réponses
Le réchauffement climatique représente une forte pression de sélection qui influence les phénotypes et sélectionne les génotypes. Ces modifications génotypiques et cette plasticité phénotypique permettent aux espèces de s'adapter aux changements des caractéristiques de l'environnement. Cela va donc avoir des conséquences sur l'écologie des espèces et leurs écosystèmes.

### Changements de taille
Selon les paléontologues Philip Gingerich et ses collègues, si la tendance au réchauffement devait se poursuivre sur le long terme, une diminution de taille, voire un véritable nanisme de certains animaux sauvages (mammifères tels que les primates, chevaux et cervidés notamment) pourrait apparaître en adaptation aux climats chauds. Un tel phénomène a déjà eu lieu lors du Maximum thermique du passage Paléocène-Éocène (MTPE) survenu il y a 56 millions d'années et ayant duré environ 160 000 ans avec une hausse des températures mondiales atteignant 9 à 14 degrés Fahrenheit à son apogée. De même, lors d'un autre réchauffement global de moindre ampleur (+ 5°F au max.) et moins long (80 000 à 100 000 ans) qui est l'ETM2 (Eocene Thermal Maximum 2), survenu environ 2 millions d'années après le MTPE (soit il y a environ 54 millions d'années). Lors de ces deux réchauffements globaux, la taille des ancêtres de nos chevaux (Hyracotherium qui avaient une taille de chien), avait respectivement diminué de 30% à 19% lors du MTPE puis de l'ETM2. Ce phénomène concerne aussi la faune du sol et ceux vivant dans l'eau où l'augmentation de la température entraîne une augmentation du CO2 et une acidification qui modifie la biodisponibilité en fer du phytoplancton marin et augmente partout celle de nombreux métaux toxiques. La sécheresse ou l'augmentation du métabolisme des ectothermes semble défavoriser les grands individus par rapport aux petits et une majorité des organismes semblent s'adapter avec une croissance moindre, par un effet de rétrécissement en cascade (des producteurs primaires aux consommateurs) à la suite de la baisse des ressources alimentaires de la chaîne alimentaire.

### Phénologie
La phénologie est l'étude des évènements saisonniers. Cela se caractérise, par exemple au printemps, par la reproduction, la nidification chez les animaux ou encore la floraison et le bourgeonnement chez les plantes. En automne, cela correspond à la migration des oiseaux, au début de l'hibernation ou le changement de couleurs des feuilles chez les arbres. Ces évènements surviennent plus tardivement dans l'année. Cependant peu de recherches sont réalisées sur ce sujet d'où une absence, pour l'instant, de valeurs chiffrées. 
Ces évènements ne seront pas impactés de la même manière par le réchauffement climatique selon la latitude ou l'altitude. Les changements climatiques sont plus accentués dans les latitudes élevées de l'hémisphère Nord, de ce fait, en Europe et en Amérique du Nord, de nombreuses études rapportent des tendances phénologiques reflétant les réponses au réchauffement climatique récent. Le constat est que les activités printanières se produisent progressivement plus tôt dans l'année, depuis les années 1960. On observe ainsi, une avancée de la date de retour des oiseaux migrateurs, une apparition plus précoce des papillons, ou encore des dates de reproduction avancées pour de nombreuses espèces. Il a été estimé que tous les 10 ans, le printemps est avancé de 2,3 jours.

### Distribution et aire de répartition
Les limites des aires de répartitions sont modifiées par le réchauffement climatique selon la tolérance à une certaine gamme de température des espèces. Les espèces les plus sensibles sont donc celles possédant des seuils spécifiques de tolérance à la température et aux précipitations.
En réponse à cette augmentation de température, les aires de répartitions se déplacent vers de plus hautes latitudes ou altitudes, ce qui a pour conséquence de réduire et de contracter les aires de répartitions des espèces déjà en haute altitude ou latitude. On observe en moyenne un décalage des aires de répartitions de 6,1 km tous les 10 ans vers des latitudes plus élevées. Alors que pour les espèces des zones tropicales et équatoriales, les aires de répartitions se modifient voire s'étendent davantage pour certaines espèces. 
Mais on peut se demander si le déplacement des aires de répartition (et donc la migration et la dispersion) des espèces est assez rapide par rapport à la rapidité du réchauffement climatique prévue par les modèles climatiques. De plus, il faut tenir compte de la possibilité de retrouver un habitat favorable.
On observe le même phénomène pour les parasites et vecteurs de parasites. Les vecteurs et leurs parasites se déplacent et décalent ou étendent leurs aires de répartition vers de plus hautes latitudes (ou altitudes). Ces vecteurs et ces parasites sont alors en contact avec des populations qui ne sont pas adaptées et n'ont pas ou peu de défenses contre ces parasites ou maladies et deviennent donc plus vulnérables.
Les variations dans les abondances et les aires de répartition des parasites et les vecteurs commencent donc à influencer les dynamiques des maladies humaines.

#### Quelques exemples emblématiques
L'aire de répartition de la chenille processionnaire du pin connaît par exemple une phase d'expansion vers le nord de la France. En 1992, elle atteignait Orléans, en 2005 Fontainebleau et elle pourrait rejoindre Paris. Cette évolution est selon l'INRA emblématique de l'expansion des bioagresseurs des espèces forestières avec le changement climatique.
En mer de nombreuses espèces de poissons remontent vers les pôles
Le Muséum national d'histoire naturelle a mis en place depuis plusieurs années des systèmes de suivi des espèces. Le suivi temporel des oiseaux communs (STOC) montre par exemple qu'en vingt ans, les communautés d'oiseaux en France se sont globalement déplacées de 100 km vers le nord.

### Interactions trophiques
Les variations des réponses phénologiques aux changements climatiques, décrites plus haut, entraînent une perturbation chez les espèces en interaction, comme dans les systèmes proie-prédateur et plante-pollinisateur. Par exemple, dans le cas d'un système proie-prédateur, certains changements (tel que celui de l'aire de répartition de la population de proie, de comportement…) ont un impact sur l'abondance de cette dernière dans un environnement et donc aura des effets sur la valeur adaptative du prédateur. En effet, des réponses différentes aux réchauffements climatiques provoquent de l'asynchronie entre les espèces.  
Pour les organismes, il existe souvent une  période limitée dans l'année où les conditions sont plus favorables pour se reproduire ou se développer. Si la reproduction ou la croissance a lieu en dehors de cette fenêtre temporelle cela a un impact sur la valeur sélective de l'individu. Par exemple, la période de reproduction chez les oiseaux est la période la plus exigeante en termes de ressources. La nécessité d'une synchronie avec l'abondance de nourriture est cruciale. Ainsi, les espèces étant capables d'adapter leurs périodes de ponte avec le pic de biomasse de leur proie garantissent à leur descendance et à eux-mêmes une meilleure survie. Celles qui n'y parviennent pas perdent en valeur adaptative car elles ne peuvent pas trouver assez de nourriture en abondance.
Les modifications au sein des chaînes trophiques en relation avec les changements climatiques ne sont pas uniquement causées par l'asynchronie, mais aussi par des détériorations de l'habitat. Voici un exemple concernant le colin d'Alaska (goberge d'Alaska au Canada) dans la mer de Béring. Les variations de la circulation atmosphérique au-dessus de la mer de Béring causées par les changements climatiques, ont bouleversé les courants océaniques, provoquant ainsi l'éloignement entre juvéniles et adultes au sein de cette population. Cela influence l'intensité du  cannibalisme au sein de la population et, par conséquent, la répartition des effectifs dans les différentes classes d'âge. Cette espèce constitue la base alimentaire de nombreuses autres espèces de poissons, mammifères et oiseaux marins. Ses fluctuations dans la population de goberge d'Alaska affectent l'ensemble de la chaîne trophique de la mer de Béring.

## Risques d'extinction
Le réchauffement climatique et les conséquences induites sur les écosystèmes peuvent mener à l’extinction de nombreuses espèces. Le phénomène d’extinction n’est pas l’unique conséquence de l’augmentation de la température, mais il est dû à une conjonction de plusieurs facteurs tels que les impacts sur les aires de répartition et l'asynchronie des interactions trophiques. De plus, la capacité des espèces à s'étendre à une nouvelle aire au climat plus favorable peut être gênée par la fragmentation et la destruction des habitats causées par les activités anthropiques. Tandis que la capacité des espèces à perdurer dans un environnement non favorable est potentiellement entravée par les espèces invasives.
Des prédictions des risques d’extinction dus aux changements climatiques d’ici 2050, ont été réalisées. Le risque d'extinction global serait au minimum de 18 % d’ici 2050, mais il y a une forte amplitude dans les résultats, suivant la région concernée, l’intensité du réchauffement climatique pris en compte dans le modèle, les taxons concernés, la possibilité de dispersion ou non. 
En effet, la dispersion diminue le risque d’extinction, car elle permet à l’espèce de fuir un environnement non favorable.
Les espèces aux aires réduites, en particulier les espèces polaires ou de sommets montagneux, montrent une diminution des aires de répartition plus sévère que dans les autres groupes et seront probablement les premiers groupes à s’éteindre en conséquence du changement climatique actuel.
Les récifs coralliens et les amphibiens sont les groupes taxonomiques les plus touchés. L’augmentation de la température de l’eau, et l’acidification des océans due à l’augmentation du CO2, sont les deux principales causes du déclin actuel des récifs coralliens, ce qui risque de mener à l’extinction de nombreuses espèces. Le réchauffement climatique entraine la fonte des glaces. La diminution des aires de répartition, sans possibilité de dispersion, des espèces polaires (ours polaire, manchot empereur…) expose ces populations à l'extinction.

## Conclusion
Le réchauffement climatique constitue une forte pression de sélection, qui est à l’origine de nombreuses réponses adaptatives. Les nouvelles conditions environnementales devraient faire apparaitre des adaptations permettant aux espèces de subsister sur le long terme. Les observations de ces 15 dernières années montrent que, bien que la fréquence des réponses adaptatives au changement climatique augmente, cela pourrait être insuffisant face au rythme du changement climatique. Les paysages modernes, dominés par les activités humaines, exercent une telle pression sur les écosystèmes que les mécanismes adaptatifs sont mis en jeu de manière permanente indépendamment du climat.
Il demeure difficile de prédire les réponses futures des espèces en se basant sur des processus connus actuellement. Les processus Océan-Atmosphère sont en plein changement, en réponse aux influences anthropiques. Des phénomènes tels que El Niño ou l'Oscillation nord-atlantique (ONA) tendent à devenir moins pertinents pour la projection des changements climatiques futurs et leurs impacts biologiques.